# Bella madonnina
Bella madonnina è un singolo del cantautore italiano Tananai, pubblicato il 6 giugno 2025 come secondo estratto dalla riedizione digitale del terzo album in studio CalmoCobra.

## Descrizione
Il brano, scritto dallo stesso cantautore con Enrico Wolfgang Leonardo Cavion e Ghevdet Driza, racconta una notte spensierata in una grande città, ispirata a una storia vera vissuta dall'artista, che ha anche curato la produzione.

## Promozione
Il 31 maggio 2025 il cantautore ha eseguito il brano in anteprima per la prima volta in live in Piazza del Plebiscito a Napoli, dove si è svolto il festival musicale Kiss Kiss Way organizzato da Radio Kiss Kiss. Il giorno seguente lo ha poi eseguito in live al Foro Italico a Roma, dove si è svolto il festival musicale Future Hits Live organizzato da Radio Zeta.

## Video musicale
Il video musicale, diretto da Joy Inagawa, è stato pubblicato in concomitanza all'uscita del brano attraverso il canale YouTube del cantautore.

## Tracce
Testi e musiche di Alberto Cotta Ramusino, Enrico Wolfgang Leonardo Cavion e Ghevdet Driza.
1. Bella madonnina – 2:42
2. Bella madonnina (Molella Remix) – 2:27

## Classifiche
| Classifica (2025) | Posizione massima |
| ----------------- | ----------------- |
| Italia            | 46                |